# 媒体大亨
媒体大亨，又称传媒大亨，是通过持有传媒集团来控制大眾媒體的企业家。媒体大亨往往声称其出版物在编辑方面是独立、无偏见的，但这一点经常受到质疑。Facebook等社交网络服务有时因其广泛的影响力而被视为媒体公司。